# Shilimiao
Shilimiao (kinesiska: 十里庙, 十里庙镇) är en köping i Kina. Den ligger i provinsen Henan, i den centrala delen av landet, omkring 320 kilometer söder om provinshuvudstaden Zhengzhou.
Genomsnittlig årsnederbörd är 1 143 millimeter. Den regnigaste månaden är augusti, med i genomsnitt 184 mm nederbörd, och den torraste är december, med 16 mm nederbörd.